# Lijst van Napolitanen
Dit is een lijst van Napolitanen. Het betreft personen die in de Italiaanse stad Napels, de hoofdstad van de regio Campania, zijn geboren of er een belangrijke rol hebben gespeeld.

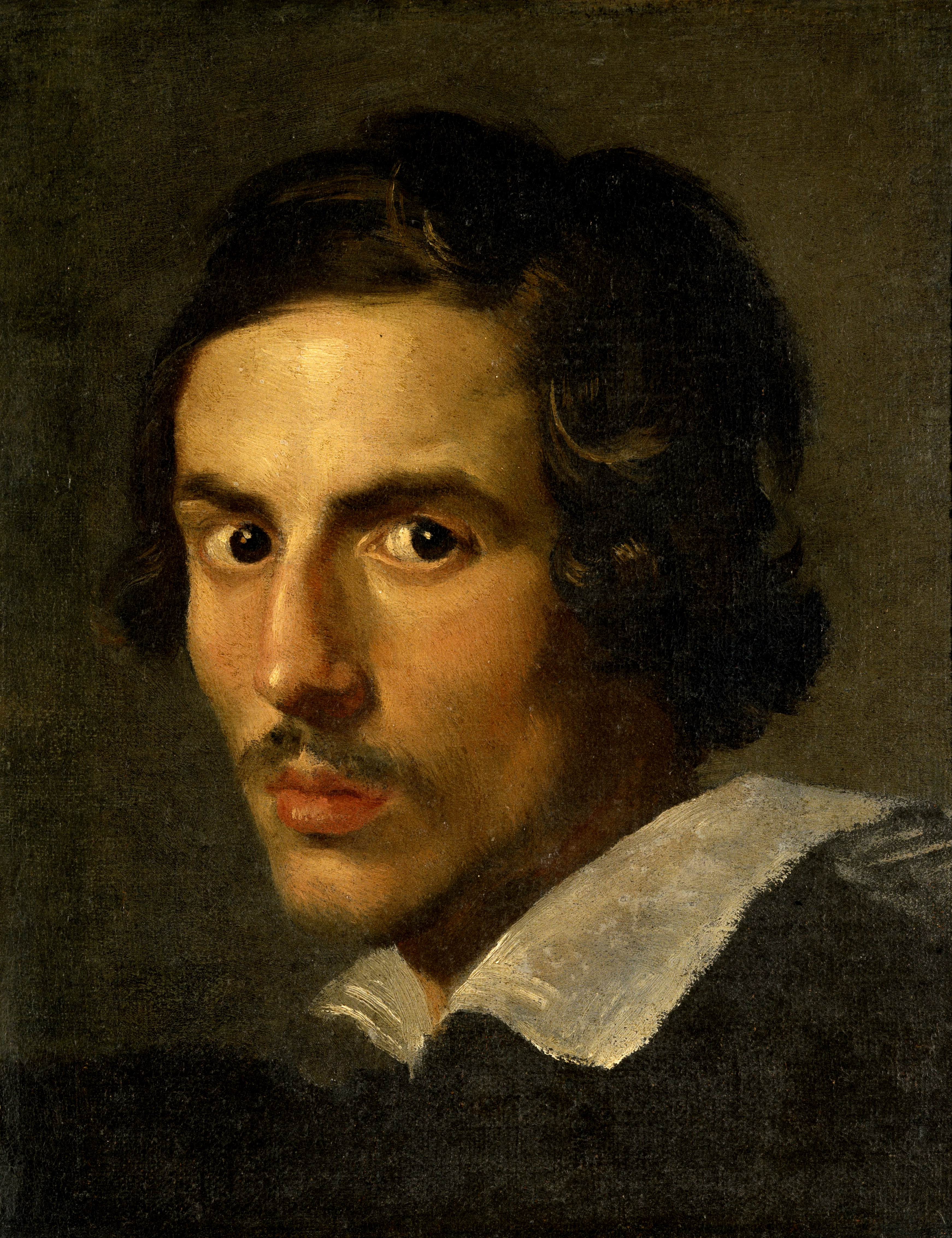
Architect en beeldhouwer Gian Lorenzo Bernini (1598-1680)

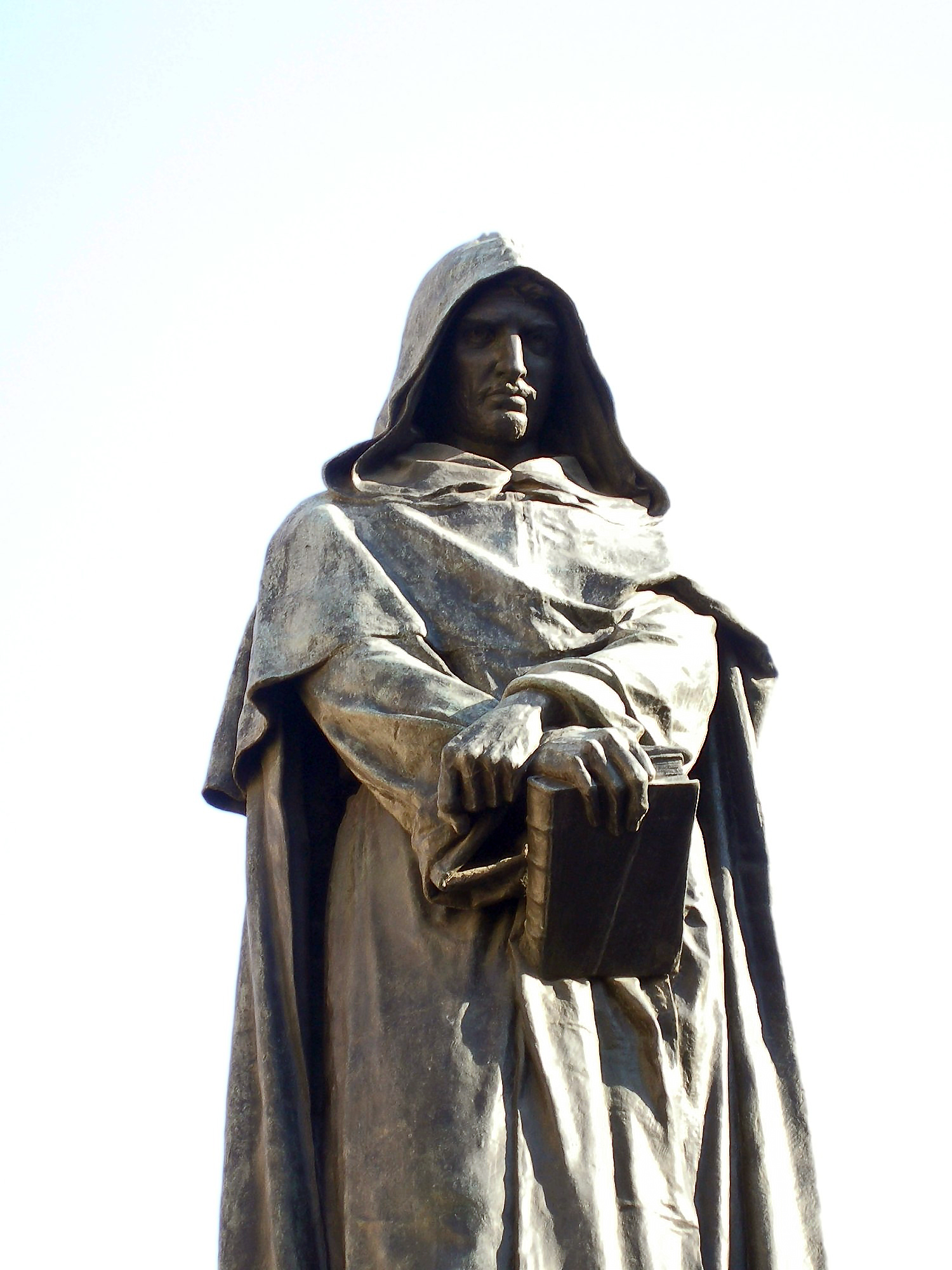
Filosoof, vrijdenker en kosmoloog Giordano Bruno (1548-1600)

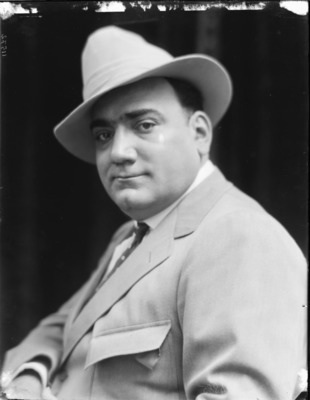
Operazanger Enrico Caruso (1873-1921)

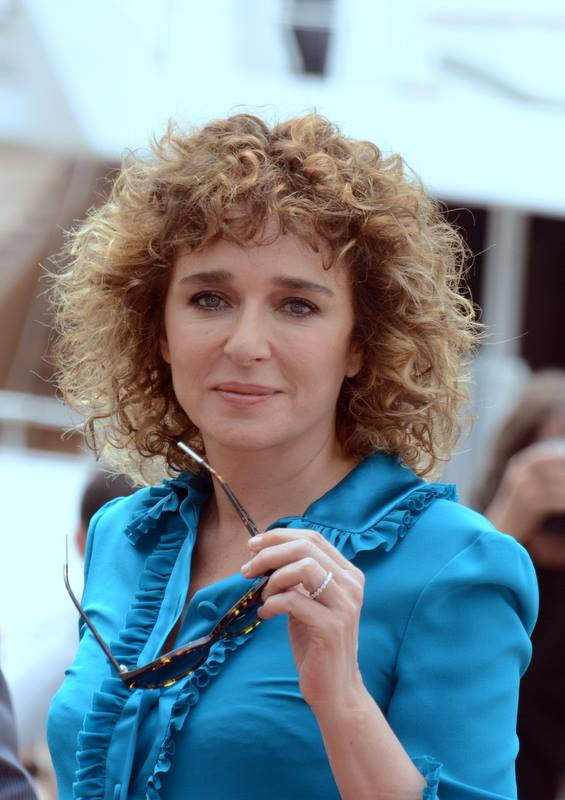
Actrice Valeria Golino (1965)

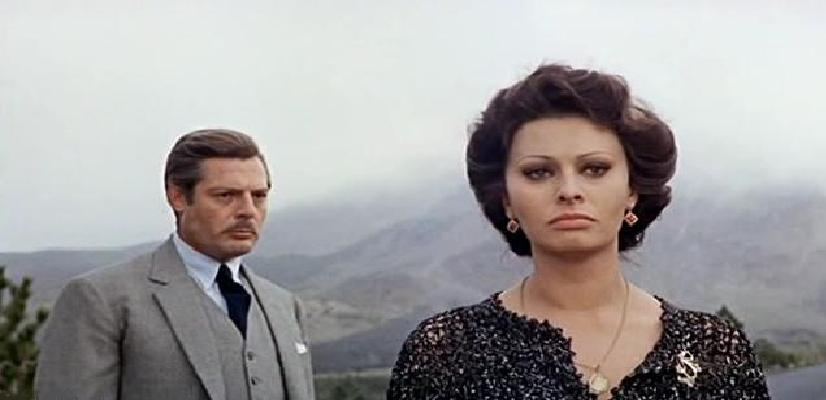
vlnr Marcello Mastroianni en actrice Sophia Loren (1934)

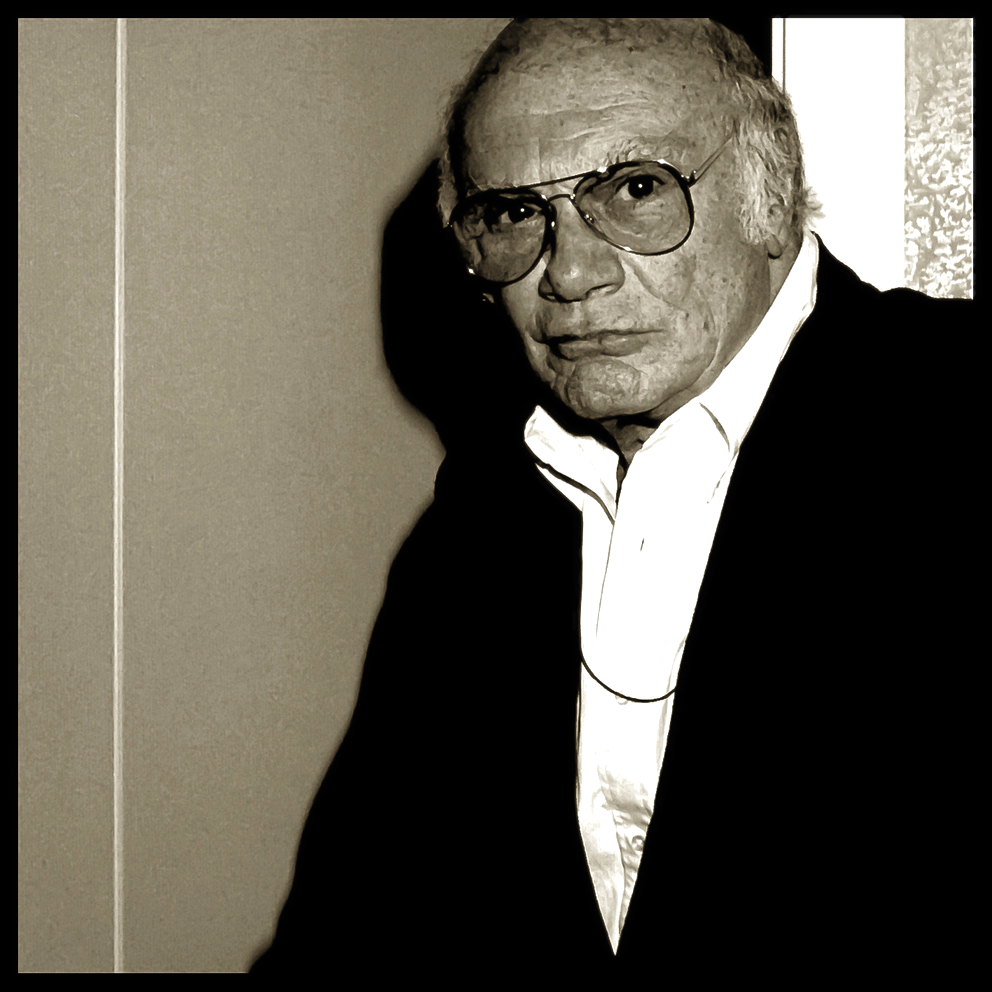
Regisseur Francesco Rosi (1922-2015)

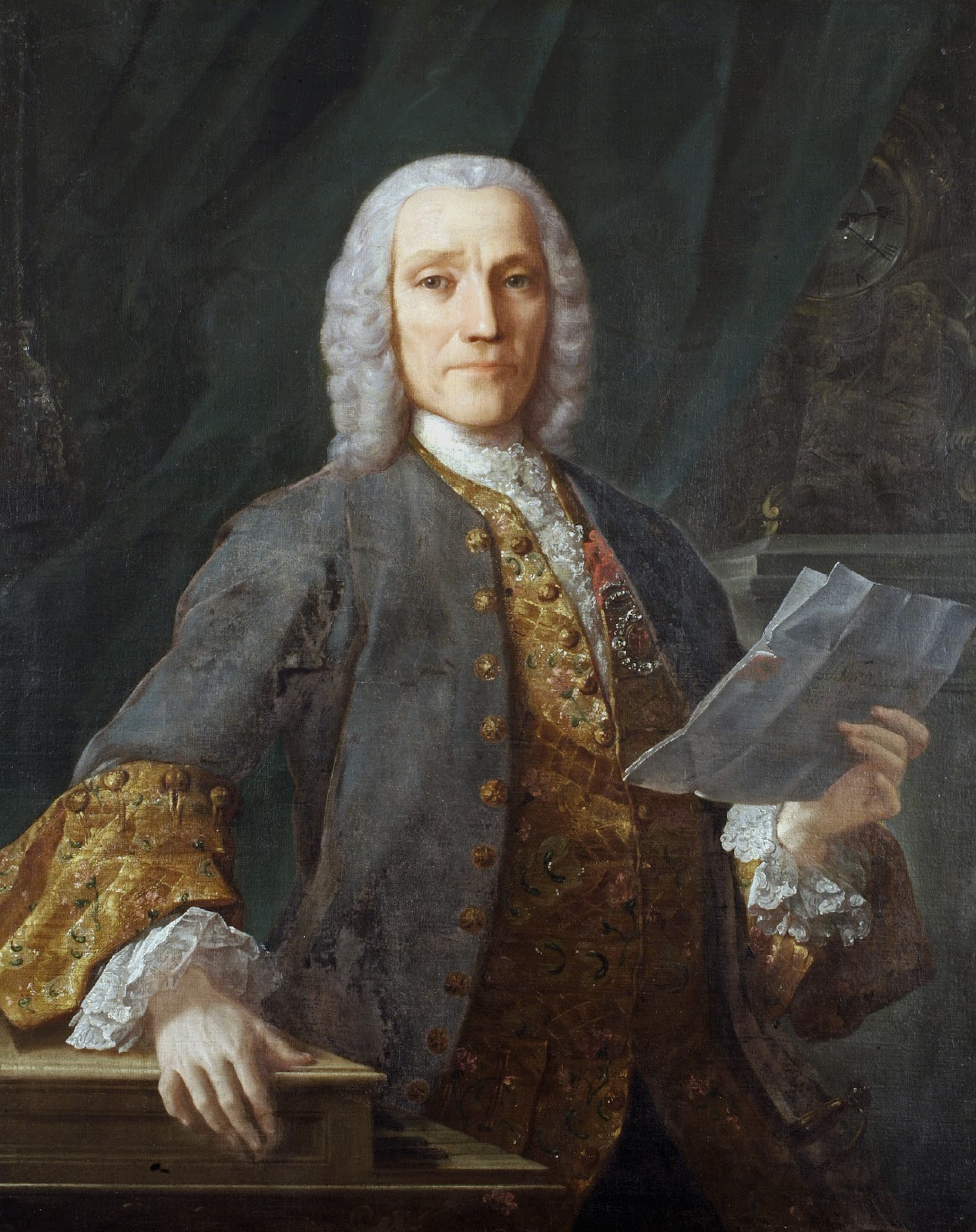
Componist Domenico Scarlatti (1685-1757)

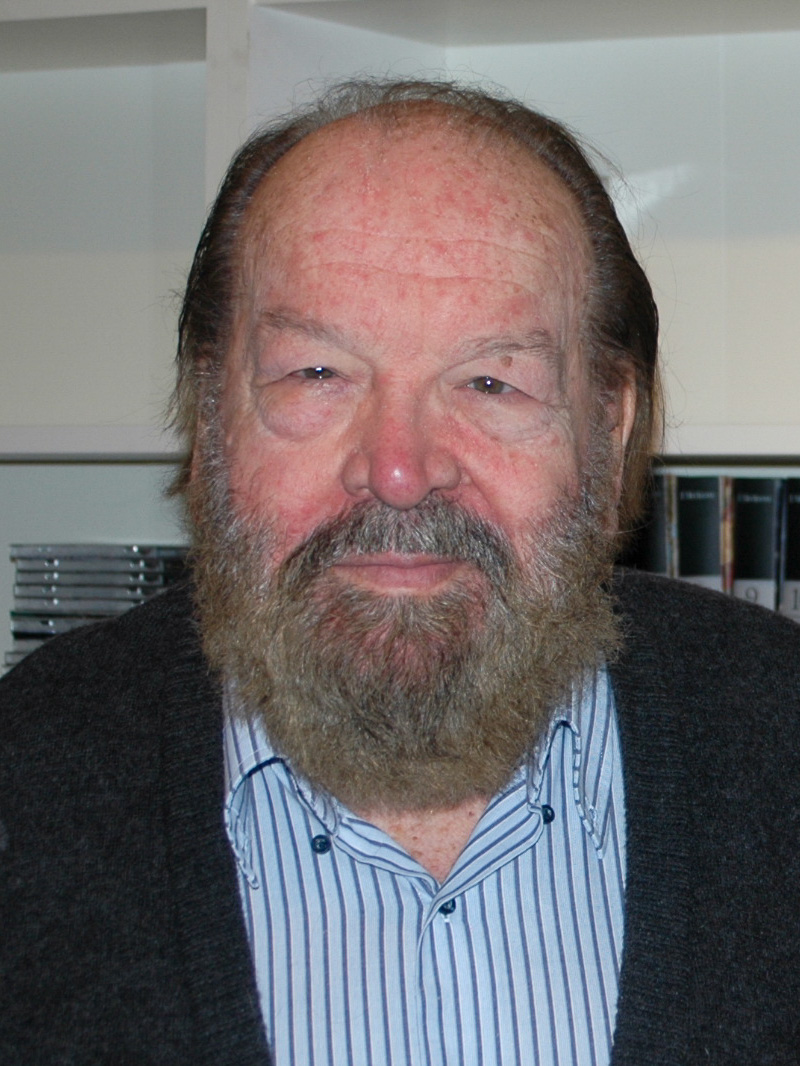
Acteur Bud Spencer (1929-2016)

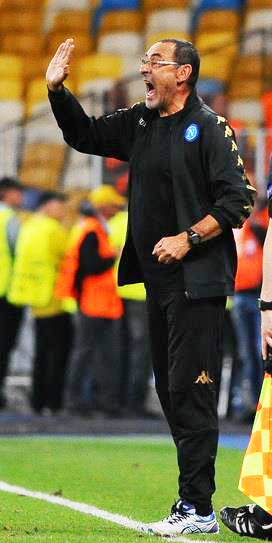
Voetbalcoach Maurizio Sarri (1959)

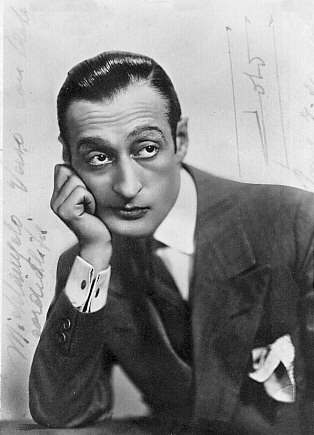
Acteur Totò (1898-1968)

## A
- Agrippino (?-233), bisschop en eerste beschermheilige van de stad
- Francesco d'Aquino (1738-1795), prins van Caramanico, onderkoning van Sicilië
- Ermenegildo Arena (1922-2005), waterpolospeler
- Giuseppe D'Altrui (1934-2024), waterpolospeler
- Crescenzo D'Amore (1979-2024), wielrenner

## B
- Francesco Baiano (1968), voetballer
- Enrico Barone (1859-1924), militair, militair historicus en econoom
- Bartholomeus van Capua (1248-1328), hoogleraar rechten en staatssecretaris van koning Karel II van Anjou
- Giovanni Battista Pergolesi (1710-1736), componist
- Gian Lorenzo Bernini (1598-1680), architect en beeldhouwer
- Giovanni Borelli (1608-1679), fysioloog, wiskundige en natuurkundige
- Salvatore Bocchetti (1986), voetballer
- Paus Bonifatius IX (1356-1404), geboren als Piero Tomacelli
- Pasquale Borgomeo (1933-2009), jezuïet en journalist
- Gaetano De Bottis (1721-1790), priester, natuurkundige en hoogleraar
- Theresia van Bourbon-Sicilië (1822-1889), keizerin van Brazilië
- Luigi Ferrari Bravo (1933), hoogleraar en rechter
- Giordano Bruno (1548-1600), filosoof, vrijdenker en kosmoloog
- Emilio Bulgarelli (1917-1993), waterpolospeler
- Antonio Bucciero (1982), wielrenner
- Alfonso Buonocore (1933-2023), waterpolospeler en zwemmer
- Pasquale Buonocore (1916-2003), waterpolospeler

## C
- Fabio Cannavaro (1973), voetballer
- Paolo Cannavaro (1981), voetballer
- Ciro Capuano (1981), voetballer
- Giovanni Caràcciolo ( -1432), seneschalk van het koninkrijk Napels en despoot
- Renato Carosone (1920-2001), zanger
- Enrico Caruso (1873-1921), zanger
- Federico Castelluccio (1964), acteur, filmregisseur, filmproducent, scenarioschrijver en kunstschilder
- Fanny Cerrito (1817-1909), balletdanser en choreograaf
- Ernesto Cesàro (1859-1906), wiskundige
- Hélène Champvent (1891-1974), Zwitserse schrijfster
- Aldo Ciccolini (1925-2015), Franse pianist
- Francesco Cilea (1866-1950), pianist en componist
- Domenico Cimarosa (1749-1801), componist
- Gabriele Corbo (2000), voetballer
- Vincenzo Corrado (1736-1836), schreef culinaire handboeken
- Luciano de Crescenzo (1928), schrijver, acteur en regisseur
- Benedetto Croce (1866-1952), filosoof, historicus, literatuurcriticus en politicus

## D
- Giuseppe D'Altrui (1934-2024), waterpolospeler
- Danilo D'Ambrosio (1988), voetballer
- Pino Daniele (1955-2015) zanger
- Maria Teresa de Filippis (1926-2016), autocoureur
- Eduardo De Filippo (1900-1984), acteur, dramaturg en dichter
- Peppino De Filippo (1903-1980), acteur
- Titina De Filippo (1898-1963), actrice
- Enrico De Nicola (1877-1959), politicus, voormalig president van Italië
- Antonio Di Natale (1977), voetballer
- Ferdinando Del Sole (1998), voetballer

## E
- Carlo Emery (1848-1925), zoöloog en entomoloog
- Salvatore Esposito (1986), acteur

## F
- Giuseppe Fanelli (1827-1877), anarchist en volksvertegenwoordiger in Rome
- Melchiorre Ferraiolo (15e eeuw), kroniekschrijver aan het hof
- Ascanio Filomarino (1583-1666), kardinaal-aartsbisschop van Napels tijdens de revoluties (1647-1648) en de pest (1656)
- Oronzo Filomarini (1662-1744), bisschop van Gallipoli
- Ciro Ferrara (1967), voetballer
- Raffaele Ferrara (1976), wielrenner
- Giuliano Figueras (1976), voormalig wielrenner
- Luigi de Filippis (1922), Formule 1-coureur
- Maria Teresa de Filippis (1926-2016), Formule 1-coureur
- Antonio Floro Flores (1983), voormalig profvoetballer
- Bruno Foà (1905-1999), hoogleraar economie
- Bruno Forte (1949), geestelijke en een aartsbisschop

## G
- Andrea Gaggero (1916-1988), priester, verzetsstrijder en pacifist
- Nunzio Gallo (1928-2008), zanger
- Vincent Gardenia (1922-1992), Amerikaans-Italiaans acteur
- Giulio Genoino (1567-1648), volksmenner, jurist, arts en priester
- Giacinto Gigante (1806-1876), kunstschilder
- Marcello Gigante (1923-2001), hoogleraar Klassieke Talen, Byzantijnse literatuur en papyrologie aan de universiteit van Napels Federico II
- Luca Giordano (1634-1705), kunstschilder en etser
- Fausto Giusto (1867-1941), kunstschilder
- Vittorio Gleijeses (1919-2009), historicus en journalist
- Benedetta Glionna (1999), voetbalster
- Valeria Golino (1966), actrice
- Hippolyta Gonzaga (1535-1563), hertogin-gemalin van Mondragone
- Rita Grande (1975), tennisster
- Augusto Graziani (185-1944), hoogleraar politieke economie aan de universiteit Federico II
- Alberto Grimaldi (1925-2021), filmproducent
- Giovanni Di Guglielmo (1886-1961), hoogleraar hematologie aan de universiteit Federico II

## I
- Giulio Iasolino (1538-1622), hoogleraar anatomie en beheerder van kuurbaden in Ischia voor de kust van Napels
- Victor Emanuel III van Italië (1869-1947), koning van Italië

## J
- Antonio Maria Jaci (1739-1815), wiskundige, geograaf, priester

## L
- Dionisio Lazzari (1617-1689), beeldhouwer
- Ruggero Leoncavallo (1857-1919), pianist en componist
- Assunta Legnante (1978), atlete/paralympisch atlete
- Giovanni Leone (1908-2001), politicus
- Francesco Lodi (1984), voetballer
- Sophia Loren (1934), actrice

## M
- Giuseppe Maddaloni (1976), judoka
- Licia Maglietta (1954), actrice
- Rolando Mandragora (1997), voetballer
- Luigi Mannelli (1939), waterpolospeler
- Maurizio Mannelli (1930), waterpolospeler
- Gabriele Manthoné (1764-1799), generaal en minister van Oorlog in de Parthenopeïsche Republiek
- Coriolano Martirano (1503-1557), bisschop, toneelschrijver en staatssecretaris van het koninkrijk Napels
- Donato Marra (1940), politicus
- Masaniello, visser en volksmenner in de opstand van 1647
- Alessandro Meluzzi (1955), psychiater
- Vittorio Monti (1868-1922), componist
- Baldassare Mormile (1750-1826), aartsbisschop
- Giuseppe Moscati (1880-1927), arts en rooms-katholieke heilige
- Riccardo Muti (1941), dirigent

## N
- Isabella van Napels (1470-1524), prinses van Napels
- Giorgio Napolitano (1925-2023), president van Italië (2006-2015)
- Diego Nargiso (1972), tennisser
- Antonio Nocerino (1985), voetballer

## O
- Josephine Obossa (1999), volleybalster

## P
- Giovanni Paisiello (1740-1816), componist
- Rosario Parmegiani (1937), waterpolospeler
- Giovanni Antonio Petrucci (1456-1486), secretaris van het koninkrijk Napels
- Giuseppe Pezzella (1997), voetballer
- Domenico Pignatelli di Belmonte (1730-1803), kardinaal-aartsbisschop van Palermo en Monreale, onderkoning van Sicilië
- Ferdinando Maria Pignatelli (1770-1853), kardinaal-aartsbisschop van Palermo
- Vincenzo Polito (1926), waterpolospeler
- Nicola Pugliese (1944-2012), schrijver van de Napolitaanse roman Malacqua

## Q
- Bernardo Quaranta (1796-1867), hoogleraar Oudgrieks en archeologie, derde baron van San Severino Cilento
- Stefano Quaranta (1586-1678), aartsbisschop van Amalfi en edelman

## R
- Raymond van Campanië ( -1334), Afrikaanse keukenslaaf die hofmaarschalk werd
- Giovanni Rizzi-Zannoni (1736-1814), cartograaf
- Willy Rizzo (1928-2013), fotograaf en designer
- Francesco Rosi (1922-2015), filmregisseur
- Massimiliano Rosolino (1978), zwemmer
- Fulco, Prins Ruffo di Calabria (1884), vader van Koningin Paola.
- Davide Rummolo (1977), zwemmer

## S
- Ferdinando Maria Saluzzo (1744-1816), kardinaal-aartsbisschop aan de Curie in Rome
- Gabriele Salvatores (1950), filmregisseur
- Maurizio Sarri (1959), voetbalcoach
- Roberto Saviano (1979), schrijver
- Margherita van Savoye-Aosta (1930-2022), prinses uit het huis Savoye
- Maria Gabrielle van Savoye (1940), prinses van Savoye
- Maria Pia van Savoye (1934), prinses van Savoye
- Victor Emanuel van Savoye (1937-2024), prins van Napels
- Domenico Scarlatti (1685-1757), componist
- Lorenzo Schioppa (1871-1935), geestelijke en pauselijk diplomaat
- Edmund von Schumacher (1859-1916), Zwitsers jurist en politicus
- Matilde Serao (1856-1927), schrijfster en journaliste
- Antonino Sersale (1702-1775), kardinaal-aartsbisschop
- Diego Sinagra (1986), (strand)voetballer
- Gabriele Smargiassi (1798-1882), kunstschilder
- Paolo Sorrentino (1970), cineast en schrijver
- Bud Spencer (Carlo Pedersoli; 1929-2016), acteur
- Antonio Spavone (1994), autocoureur
- Salvatore Spinelli (1745-1805), aartsbisschop en benedictijn
- Pasquale Squitieri (1938), filmregisseur

## T
- Simon Thern (1992), Zweeds voetballer
- Davide Tizzano (1968), roeier
- Totò (1898-1967), acteur
- Renato Traiola (1924), waterpolospeler
- Massimo Troisi (1953-1994), acteur en filmregisseur

## U
- Paus Urbanus VI (1318-1389), geboren als Bartolomeo Prignano
- Cesare Uva (1824-1886), kunstschilder

## V
- Luigi Vanvitelli (1700-1773), Nederlands-Italiaans architect
- Ben Vautier (1935-2024), Frans Fluxus-kunstenaar
- Daniele Verde (1996), voetballer
- Giambattista Vico (1668-1744), jurist, filosoof en voorloper van de geschiedfilosofie
- Catharina Volpicelli (1839-1894), religieuze

## Z
- Bonaventura Zumbini (1836-1916), rector van de universiteit van Napels Federico II